# Good Cheer

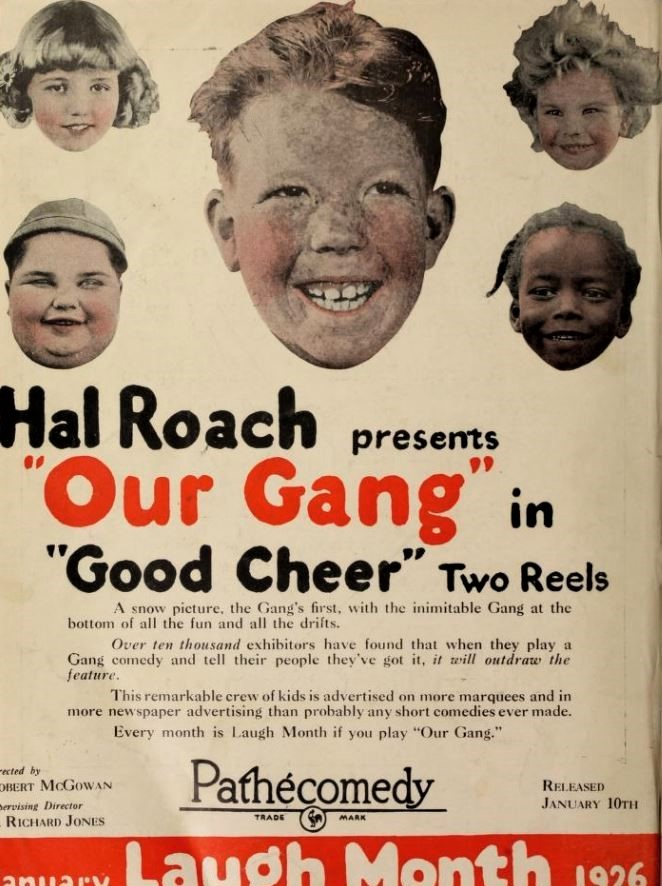
Good Cheer

Good Cheer é um curta-metragem mudo do gênero comédia, dirigido por Robert F. McGowan produzido nos Estados Unidos e lançado em 1926.